# مفتاح نقل الشحن
مفتاح نقل الشحن (اختصارا CTS ) عبارة عن مضخة شحن تقدم جهد منخفض عالي الاداء «و زيادة في ضخ الجهد وجهد خرج اعلى» مما ضخته الشحنة السابقة مثل مضخة ديكسون المشحونة .